# Fotoreclam

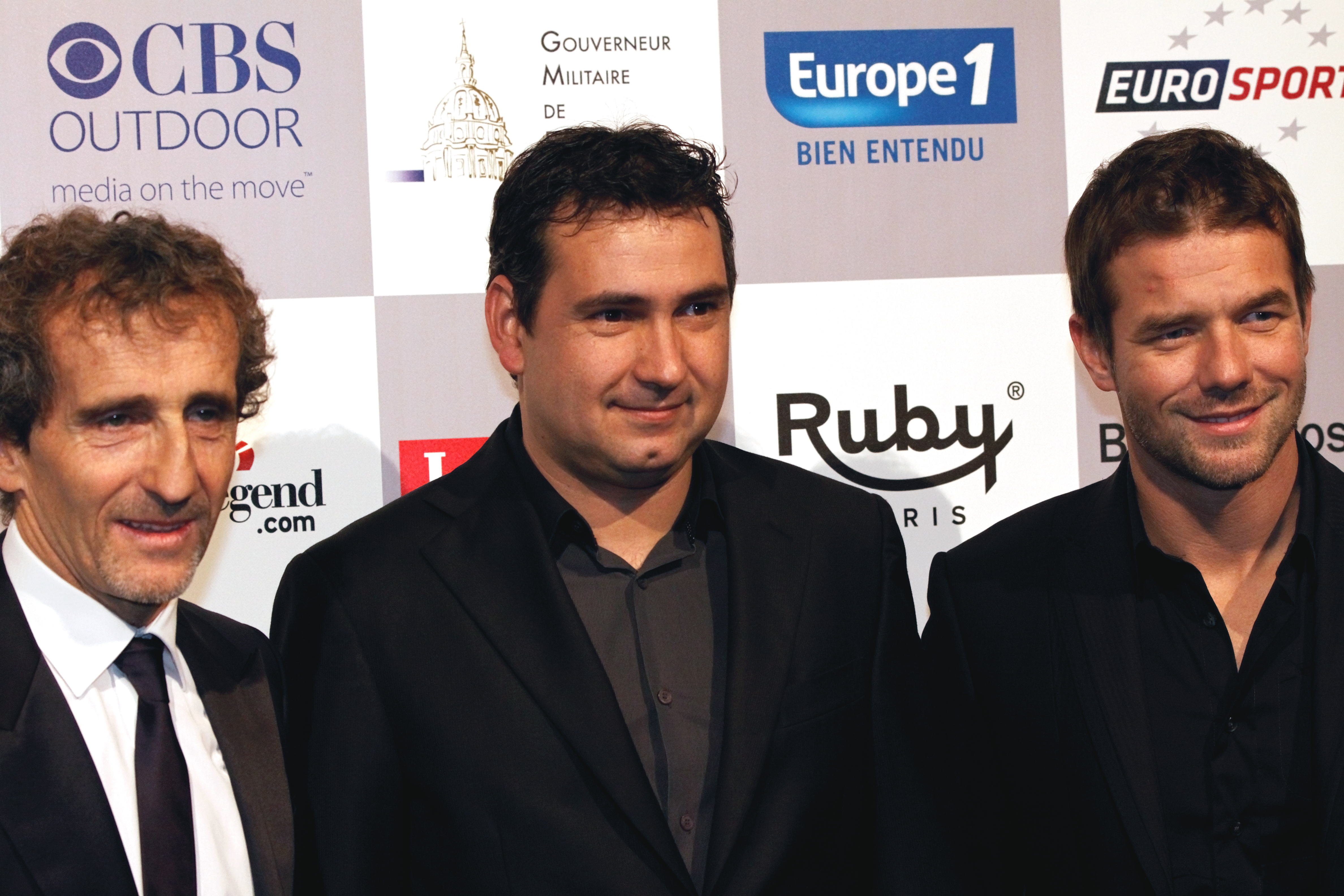
Personalitats en un fotoreclam

Un fotoreclam (anglès photocall o photo opportunity) és una acció de relacions públiques. Es tracta d'una sessió destinada específicament a fer fotografies d'una o més persones, habitualment famoses o molt conegudes, sovint amb finalitat publicitària o de promoció.
Els patrocinadors d'un esdeveniment conviden persones famoses amb interès mediàtic. D'aquest mode, aconsegueixen la presència de la premsa, que pot fotografiar i entrevistar breument els famosos en una zona habilitada. Al mateix temps, obtenen publicitat de les seves marques, ja que aquesta zona està plena de logotips de les diferents marques promotores.

## Etimologia
La paraula fotoreclam encara no està normalitzada pel TERMCAT però sí que compta amb el seu suport, ja que argumenta que la proposta catalana s'inspira en la forma anglesa, força estesa, i està formada amb foto- com a prefixoide de fotografia i el mot reclam, motivat semànticament en aquest cas pel sentit que té en la llengua general (‘Allò que es fa per atreure l'atenció del públic incitant-lo a comprar, afavorir una empresa, etc.). Aquesta proposta va sorgir en una iniciativa engegada pel diari Ara l'estiu de l'any 2015, en què va proposar als seus lectors que fessin propostes alternatives a diversos anglicismes.